# Jan-Carlo Simić
Jan-Carlo Simić (Nürtingen, 2005. május 2. –) szerb–német származású - szerb utánpótlás válogatott labdarúgó. A belga Anderlecht játékosa.

## Pályafutása
Több német korosztályos csapatokban megfordult, 2018-tól két éven át szerepelt a VfB Stuttgart: U16, U17 és az U19-es csapatában.

### AC Milan
2022. augusztus 25-én 1 millió euróért szerződtették 17-évesen a stuttgartiaktól, az első évét az U19-es csapatban töltötte. 2023. november 4-én a Serie A - 2023–2024-es idényében, Stefano Pioli nevezte első alkalommal a felnőtt csapatba, az Udinese Calcio elleni bajnokira.
December 17-én debütált hazai közönség előtt a San Siro Stadionban az AC Monza elleni 3–0-ás győztes bajnokin. Simić egy korai periódusban érkezett a pályára, Tommaso Pobega helyére a 24. percben, tizenhét perccel később megszerezte az első gólját, Rafael Leão beadását bombázta a kapuba.

## Statisztika
| Klub          | Szezon        | Bajnokság     | Bajnokság | Bajnokság | Kupa  | Kupa  | Nemzetközi | Nemzetközi | Egyéb | Egyéb | Összes | Összes |
| Klub          | Szezon        | Liga          | Mérk.     | Gólok     | Mérk. | Gólok | Mérk.      | Gólok      | Mérk. | Gólok | Mérk.  | Gólok  |
| ------------- | ------------- | ------------- | --------- | --------- | ----- | ----- | ---------- | ---------- | ----- | ----- | ------ | ------ |
| AC Milan      | 2023/24       | Serie A       | 1         | 1         | 0     | 0     | 0          | 0          | —     | —     | 1      | 1      |
| AC Milan      | Összesen      | Összesen      | 1         | 1         | 0     | 0     | 0          | 0          | 0     | 0     | 1      | 1      |
| KARRIER ÖSSZ. | KARRIER ÖSSZ. | KARRIER ÖSSZ. | 1         | 1         | 0     | 0     | 0          | 0          | 0     | 0     | 1      | 1      |

Jegyzet(ek)